# Tortall
Tortall är en fantasyvärld i Tamora Pierces böcker. Det är egentligen ett land och dess huvudstad är Corus. I detta land utspelar sig spännande historier i flera generationer. 

## Bokserier

### Lejoninnans sång
Tamoras första bok som utspelar sig i Tortall är Alanna - det första äventyret, som handlar om flickan Alanna av Trebond, som vid tio års ålder har bestämt sig för att bli riddare. Det finns bara ett problem; ingen kvinna har dubbats till riddare på flera hundra år, och flickor i hennes ålder skicskas vanligtvis att studera magi istället för svärdets konst, medan pojkarna överlåts att lära sig bli riddare. Hon byter plats med sin tvillingbror, som hellre lär sig magi än att slåss med svärd, och far iväg till slottet utklädd till pojke. Där får hon slåss, kämpa och ljuga för att hålla sitt kön hemligt. Inte är det heller lätt att råka vara gudinnans utvalda.
- 2000 - Alanna - det första äventyret
- 2000 - I Gudinnans hand
- 2001 - Kvinnan som rider som en man
- 2002 - Gudinnans förkämpe

### De odödliga
Den andra serien i Tortall handlar om flickan Veralidaine Sarrasri från Snödala i Galla som kan tala med djur. Detta beror på hennes vilda magi och mystiska ursprung. Hon är föräldralös efter att banditer dödat henne mor och morfar och därmed ödelagt hennes liv. Den enda som finns kvar är en häst vid namn Moln. Daine far därför till marknaden i Cría, Gallas huvudstad. Hon blir hjälpreda åt Onua som handlar ponnyer åt Drottningens ryttare i Tortall. Daine följer med dit och väl där blir hon fast hjälpreda åt Ryttarna och får träffa en mängd nya människor samtidigt som hon måste kämpa med alla sina krafter mot de "odödliga" som sluppit lös i människornas värld.
- 2003 - Vild magi
- 2004 - En bland vargar
- 2004 - Kejsarens magi
- 2005 - I gudarnas rike

### Protector of the small
(Ej utgiven på svenska)
Serien handlar om Keladry "Kel" av Mindelan som vill gå i Alannas fotspår och bli kvinnlig riddare. Lagen har ändrats och det är nu tillåtet för kvinnor att bli riddare. Kel är den första som bestämmer sig för att bli det sedan lagen ändrades, men det blir inte som hon förväntat sig. Hon blir insläppt endast på prov och pojkarna är allt annat än välkomnande. Hon måste bevisa sin duglighet, och på vägen möter hon många svårigheter, för det är alltid någon som tvivlar på en flickas förmåga att konkurrera med pojkarna. Men Kel, som växt upp på Yamaniöarna, uthärdar och slåss för det hon tycker är rätt. 
- 1999 - First test
- 2000 - Page
- 2001 - Squire
- 2002 - Lady knight

### Trickster-böckerna
(Ej utgiven på svenska)
Bokserien handlar om Alanna av Trebonds dotter Alianne, kallas Aly, som vill bli spion som sin far, men hennes föräldrar säger bestämt nej. Hon blir tillfångatagen av pirater under en seglats längs kusten och ivägslängd till "Kopparöarna" som slav. Hon hamnar i en familj som är mer än vad de ser ut som, bland annat berörd av en profetia. Hon ingår ett vad med Kyprioth "Tricksterguden" och börjar att arbeta som spion för rebellerna. Men sen går inte allt alltid som man väntat sig, minst av allt när där är en Trickster inblandad.
- 2003 - Trickster's Choise
- 2004 - Trickster's Queen

### Beka Cooper: A Tortall Legend
(Utgivning på engelska pågår)
Handlar om den 16-åriga tjejen Rebakah "Beka" Cooper. Hon är född och van vid tjuvar och slum, långt ifrån vad de tidigare böckerna i Tortall handlar om. Boken utspelar sig ca 200 år före serien Lejoninans sång, men med några få saker som binder dem samman, bland annat en svart katt. Han är där för att hjälpa Beka hitta sin plats i livet vilket annars kan bli svårt, för Beka är en blyg och ensam flicka. 
- 2006 - TERRIER

De två följande böckerna kommer antagligen heta BLOODHOUND och ELKHOUND.